# Ceramica di Fikellura

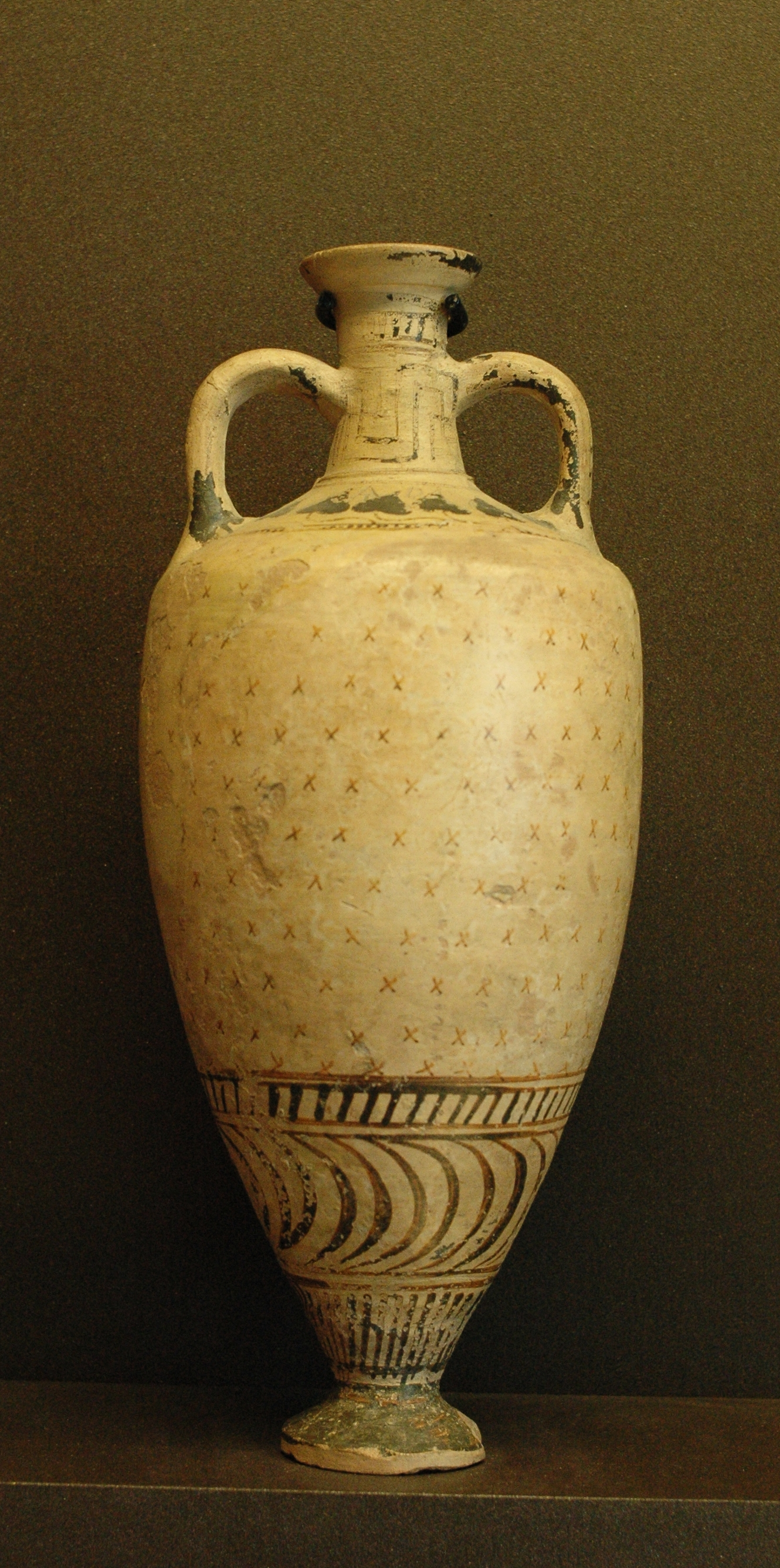
Amphoriskos (da Kameiros), Louvre A334.

La ceramica di Fikellura è una classe della ceramica greco-orientale, il cui centro di produzione è stato localizzato nel sud della Ionia, a Mileto, dove si sviluppa a partire dalla fase media del Wild Goat Style; il nome deriva dalla località di Fikellura, situata sull'isola di Rodi, nei pressi di Kameiros, dove avvennero i primi ritrovamenti. È datata tra il 560 e la fine del VI secolo a.C. (si fa riferimento al 494 a.C., anno della distruzione di Mileto da parte dei Persiani). Lo stile di questa ceramica è molto simile a quello dei piccoli maestri ionici e, nel contesto della ceramica greco-orientale, si distingue sia per la semplificazione e riduzione degli ornamenti, sia per la disinvoltura nella composizione, già evidente sui vasi più antichi nel fregio animalistico di gusto orientalizzante.
Samo, Rodi e Mileto sono i principali siti di provenienza, ma la ceramica di Fikellura era popolare in tutta la regione meridionale dell'oriente greco. Le esportazioni coincidono con quelle delle altre ceramiche greco-orientali: l'Egitto (Naucrati, Tell Defenneh), Cipro, il Ponto e la costa occidentale del Mar Nero, le Cicladi (Delo, Rheneia), Egina. Diminuiscono verso la fine del VI secolo a.C., soprattutto nelle terre più lontane dal luogo di origine e probabilmente a causa della competizione da parte della ceramica attica.

## Descrizione
Le forme più diffuse sono l'anfora, l'oinochoe e la kylix. L'anfora ha forma larga e spalla piatta; ne è probabile derivazione l'anforisco, molto popolare a partire dal periodo più tardo, che si presenta con una standardizzata decorazione a rete o altre decorazioni semplici come mezzelune e foglie d'edera; entrambe le tipologie hanno anse zigrinate. La terracotta va dal marrone chiaro al rosa, l'ingubbio dal giallo crema al bianco, la vernice dal marrone scuro al rosso. I dettagli sono a risparmio. Il porpora aggiunto è presente sugli esemplari più antichi, il bianco è usato molto raramente e non vi è alcuna distinzione di colore tra uomini e donne. Elementi ornamentali costanti sono i tratti verticali sul labbro delle anfore e gli intrecci e i meandri sul collo; sul corpo si trovano volute, mezzelune e fiori di loto. Le volute sono l'ornamento principale sulle anfore del periodo più tardo, a partire dal 540 a.C. circa.
Il Pittore di Altenburg è uno dei pionieri di questo stile; tra i vasi che gli vengono attribuiti l'anfora conservata al British Museum e datata al 560 a.C. circa, mostra come le innovazioni rispetto al medio II del Wild Goat Style siano nette a partire dai primi esemplari: la differenza è evidente nel modo di dipingere le teste degli animali, non più a linea di contorno, ma risparmiando sottilissime linee bianche ad imitazione delle figure nere. Nei vasi più antichi, dove l'esecuzione è solitamente più accurata, la decorazione principale è costituita dal fregio animalistico sulla spalla, caratterizzato da una grande varietà di specie che inizia a venir meno a partire dal 530 a.C. circa. Successivamente la zona figurata sul ventre diviene il campo principale, mentre il fregio sulla spalla si riduce ad una semplice fascia ornamentale. Il ventre può essere decorato con figure umane in composizioni libere e con il numero delle figure che diminuisce nel tempo; la figura singola in campo aperto, tra volute che partono dalla zona sotto le anse, appartiene alla seconda metà del VI secolo a.C. Tra i soggetti si trovano prevalentemente comasti, ma anche banchetti e scene mitologiche, satiri e pigmei. La decadenza dello stile sul finire del secolo è evidente nelle figure di animali, mentre le figure umane possono talvolta mantenere una qualità più elevata. La formula con la figura umana in campo vuoto è tipica di un autore che viene chiamato "Running Man Painter". Di migliore qualità rispetto a quest'ultimo è il lavoro di un suo contemporaneo chiamato "Painter of the Running Satyrs", del quale si conoscono solo tre vasi completi e che dimostra un carattere più preciso nel disegno e più accurato nella composizione, la quale non sembra nascere da schemi prefissati.